# 春野サクラ
春野 サクラ（はるの サクラ）は、岸本斉史作の漫画作品およびそれを原作としたアニメ『NARUTO -ナルト-』に登場する架空の人物である。アニメでの声優は中村千絵。ミュージカルでの俳優は三倉茉奈、三倉佳奈（ダブルキャスト、-2006年）、伊藤優衣（2015年 - ）。アニメ英語版吹き替えはケイト・ヒギンズが担当している。

## 概要
はたけカカシが担当する第七班に所属するくノ一。同期の中で唯一、特殊な血筋や家系でない普通人の家系の育ちで（春野一族を掘り下げる予定があったがなくなったためであり当初は何らかの血筋の予定であった）、父は春野キザシ、母は春野メブキ。ピンク髪、淡い緑色の瞳を持つ美少女。うずまきナルトの片思いの相手でありロック・リーに一目惚れされるなど、整った容姿を持つ（しかし、初期のデザイン画の関係で、当時のアシスタントからは「かわいくない」と評されていたと作者は語っている）。
成績優秀な優等生ではあるが、一方で普段表には出さない攻撃的で非模範的な一面があり、それを強調した人格が「内なるサクラ」と呼称される。これはサクラが普段押さえ込んでいる心の内面を具現化したようなもので、ナルトやカカシへの陰口やサスケへの想いを吐露しており、ときには表に出てきている。第二部からはこの「内なるサクラ」が出てくることはなくなったが、代わりに怒りなどの感情を素直に表に出すようになった。その気性の荒さから原作・アニメ共に周りから綱手に似てきたと発言されることが多い。涙脆いが芯は強く、チヨからは「男気を持ち合わせている」と評された。
一人称は「私」。気合を入れるときの口癖は「しゃーんなろー!」。
第一部では、際立った特技も無く、任務でも仲間に守られることが多かった。サクラ自身もそのことを早くから自覚しており、サスケの里抜けを機に綱手に弟子入りし、2年後の第二部時点では優れた医療忍術と怪力を身に付けている。特殊なチャクラを持っているわけではないが、下忍の頃からチャクラのコントロールはカカシやエビスなどから「完璧」と言われるほどに優れており、波の国篇でカカシに課された「木登りの業」は一度教わっただけでナルトとサスケが簡単に出来なかった中で唯一難なく達成したり、上述の医療忍術の適性にも繋がっている。またカカシによると「幻術の才能がある」らしく、幻術に掛からず見破ったり、誰に教わるでもなく幻術返しをするなどしていたが、積極的に幻術を使用するシーンは描かれていない。
THE LAST以降では、戦争孤児となった子供達の心のケアをする制度を立案するなど、後輩医療忍者からも慕われる忍になる。同期の中でも二人しかいない上忍へ昇格している。
幼い頃からうちはサスケに恋愛感情を抱いており、後に抜け忍となった彼の現状を知らされ、苦悩するも想いを捨てることなく、数々の苦難を経て里に戻ったサスケと結ばれている。一方、ナルトに対しては悪態を吐くことが多いが、文句を言いながらも彼の世話を焼いており、「親友」や「大切な仲間」として接している。

## プロフィール
- 忍者登録番号：012601
- 誕生日：3月28日
- 星座：おひつじ座
- 血液型：O型
- 身長：148.5〜150.1cm（12〜13歳時）→161cm（16〜17歳時）→165cm（THE LAST 18歳時）
- 体重：35.4~35.9kg（12〜13歳時）→45.4㎏（16〜17歳時）
- 好きな食べ物：あんみつ、梅干し
- 嫌いな食べ物：激辛料理
- 好きな言葉：一生愛の人生よ（臨の書）→勇気（闘の書）
- 趣味：暗記、クイズ
- 戦ってみたい相手：山中いの

## 性格
第一部では、女の子らしく自分本位な一面も目立ち、サスケに対してデレデレとしつつ一歩引いた態度を見せる一方で、ナルトに対しては露骨に見下すなど、きつく当たっていた。
しかし、波の国での護衛や中忍試験でナルトやサスケとの力の差を見せつけられたことで自分の弱さを見つめ直し、守られるだけでなく自らの力でみんなを守るという自覚と覚悟を固める。ナルトと一緒に、里ぬけしたサスケを連れ戻すべく、綱手の元で修業を重ね、戦う力、そして困難に負けない精神力を育んでいく。
第二部に入ってからはナルトに対する態度も柔らかくなり、バカにするようなことはしなくなった。
同期で唯一、特殊な能力や家柄を継がない極普通の家柄の出であるが、かなりの努力家で優等生である。チャクラコントロールに優れている他、同年代の忍たちに比べて知識・知能面でずば抜けており、試験の本質を見抜いたり、中忍選抜試験の筆記問題では、情報収集能力を試すためカンニング前提でその年代の子供が解けないような高度な問題を満載したテストを全問自力で解いたほどである。ナルトに劣らぬ根性も持ち合わせ、綱手に師事した後も厳しい特訓に耐え抜いて努力を続け、綱手の技を受け継ぐまでに成長した。また、姉弟子のシズネでも出来なかった百毫の術を会得し、THE LASTでは同期生の中でも数少ない上忍に昇格している。
サスケと結婚して一児の母となってからは、娘サラダとの口論の拍子に家を破壊してしまうなど相変わらずなところもあるが、娘と夫を心から愛する良き母となっている。 また、医療班でも第一線で活躍しており、テマリやいのと同じく、結婚後も忍として任務をこなしている。

## 経歴

### 第一部
忍者学校（アカデミー）時代の筆記試験はいつも満点の優等生である一方、引っ込み思案ないじめられっ子でもあった。 ここでは、原作とアニメオリジナルとで幼少時代のエピソードが異なっている。
- 原作及び2003年放送のアニメ

額の広さをからかわれて泣いていた時に山中いのと出会い、その際にリボンをいのからプレゼントされて励まされ、親友となる。しかし、共にサスケに恋をしていることがわかってからはいのにライバル宣言をして離れ、恋敵として対立するようになる。忍者学校卒業後、自分の弱さとの決別の証として、いのにもらった思い出のリボンを返した。
- NARUTO疾風伝 第701話

友達がいなく、秘密基地を作り1人で過ごす日々を送っていたが、ある日顔見知り程度だったいのに声をかけられ、リボンをプレゼントされて仲良しになる。しかし秘密基地でいのにサスケを好きになった事を告げると、その直後からいのに距離を置かれるようになる。その後、サスケに告白しようとするが｢お前誰だ？｣と一蹴されて失敗、恥ずかしさのあまりその場から逃走する。もっと強くなろうと森の中で1人トレーニングをするようになり、内なるサクラもこの時誕生した。
下忍になってからはサスケ、うずまきナルトとともにカカシが上官を務める【第七班】所属となる。序盤ではサスケの気を引くために髪を長く伸ばしており、ナルトに辛くあたる一方でサスケにばかり構うなど年頃の女の子らしい自己中心的な言動が目立つが、中忍試験を経て大きく成長を遂げていく。第二の試験死の森では倒れたナルトとサスケを庇いながらたった一人で敵と対峙し、敵に髪を掴まれ身動きを封じられた際に自らクナイで長い髪を切り落とし脱出。それ以来ショートヘアにしている。綱手との修行シーンでは一時期ロングヘアにしていた。
中忍試験・第三の試験予選でいのと対戦。幼い頃から彼女に対して抱き続けていたコンプレックスを払拭するため、「額当てをきちんと巻くのは、女の忍としていのに負けられないとき」という誓いの下、額に額当てを巻き、また彼女の本気を引き出すため、必要以上に挑発して戦った。結果はダブルノックダウンで引き分けに終わったが、お互いに実力を認め合い、以降は恋敵として過度にいがみ合うことはなくなっていった。本選の最中に勃発した木ノ葉崩しでは、カカシの命令でナルトとシカマルと共にサスケを追跡する。呪印に蝕まれるサスケを庇い我愛羅の攻撃を受け捕らわれの身となるが、ナルトの奮闘により救出される。
死の森での大蛇丸の言葉や呪印・ナルトとの対立等から、サスケが里を抜け出してしまうのではないかと危惧するようになる。門の前に現れたサスケに必死に説得を試み幼い頃から抱いていた想いをぶつけるが、その想いを彼に拒絶され、気絶させられる。その翌日、サスケ奪回任務に向かうナルトに縋り「サスケを連れ戻す」という一生の約束を交わした。
しかし、サスケ奪回任務に失敗し、傷付きながら帰還したナルトを見て、サスケを止めることが出来なかったという現実を改めて実感する。仲間に頼りきりナルトに泣いて縋ることしか出来なかった非力な自分を見つめ直し、五代目火影・綱手のもとへ弟子入りする。医療忍術を教わると共に、チャクラコントロールを活かした師匠譲りの怪力を身につけた。チャクラコントロール技術の高さから飲み込みは早く、特訓中、綱手にシズネ以来の逸材と評価される。

### 第二部
ナルトが自来也と修行中の2年半の間に中忍になって登場。師匠譲りの怪力とキレやすい気性を指して、自来也から「綱手2号」と称される。
五代目風影（我愛羅）奪還任務においては、毒に犯されたカンクロウを手当てし、解毒剤を作成することに成功。砂の里の相談役であるチヨと共に、五影クラスの力を持つ【暁】のメンバー赤砂のサソリと、交戦。持ち前の負けん気と怪力、医療忍者としてのスキルを巧みに利用して戦い、チヨと共にサソリを倒す。戦いの後にチヨに綱手を越えるくノ一になると評価される。
大蛇丸のアジトにおいて遂にサスケとの念願の再会を果たすが、サスケ本人の意思により彼女とナルトの悲願である「サスケと一緒に木ノ葉に帰る」という願いは叶わなかった。この任務では九尾化したナルトを止めようと走り寄るが、自我を喪失したナルトに攻撃され負傷する。
自来也の死後、彼の暗号を奈良シカマルとシホと共に解読していたが、木ノ葉の里を襲撃してきたペインに応戦する。畜生道ペインが口寄せした大ムカデを殴り倒し、襲われていた女の子の傷を治療すると、医療班としてイルカの指示で木ノ葉病院へ向かう。天道ペインの手により里が壊滅し、ナルトが帰還してからは、チャクラが尽きて動けなくなった綱手のそばでナルトの戦いを見守るが、感じ取ったナルトのチャクラの変化と日向一族の者による状況説明によりナルトが九尾化したことを知り、カツユを通じて里の人々を避難させる。その後ピンチに陥ったナルトを助けるためにペインの前に飛び出し負傷し倒れていたヒナタの治療をする。戦いが終わりナルトが戻ってきた際には、無茶ばかりするナルトを怒りいつもの様にど突き、すぐ抱擁しお礼を言った。
里の復興作業が続く中、雲隠れの使者オモイ、カルイからサスケが暁に加担しているという事実を知り泣き崩れる。テントで綱手を見守る中サイからの指摘により、ナルトが自分に本当に好意を抱いていること、「サスケを連れ戻す」という2人の約束がまるで呪印のようにナルトの重荷になっており自分もまたナルトを苦しめていることに気付きショックを受ける。キバと赤丸、リー、サイと共にナルトを追って鉄の国に赴き、「ナルトのことが好きになったからサスケの事はもうどうでもいい」「あの約束はもう無しにしよう」とあえて嘘の告白をすることでナルトを重荷から解放しようとするが、ナルトには嘘と見抜かれ「約束が無くても自分の意思でサスケを追い続ける」と告げられる。その後、キバと赤丸、リー、サイと共にサスケを追うべく赴くが、キバもサスケの居場所を発見した機に眠り玉でキバと赤丸、リー、サイを眠らせる。
ダンゾウとの戦闘を終えたサスケと再会するが、かつてないほど非情な性格に変わってしまったサスケに戸惑う。万華鏡写輪眼の酷使により目に違和感を覚えたサスケの隙を突いて背後を取り、毒を塗ったクナイを突きつけ動きを封じるも、サスケへの想いを振り切る事が出来ず攻撃を躊躇してしまい、クナイを奪われ逆に追い詰められるが、ナルトに間一髪で救出される。優柔不断で何も変わっていないこと、ナルトの強い思いや決意を聞き覚悟の差を改めて悟り、最後まで両者を信じることを決め、ナルトのおかげでまた第七班で笑い合える未来を諦めないでいられることに心の中で礼を述べた。木ノ葉の里に帰還後、綱手が意識を取り戻し、同期達との話し合いでサスケを殺さなかったことを咎められながらも、後に「サスケに寄り添うインドラの魂の存在」であることが判明する何かを隠しているナルトを見て違和感を抱いている。
第四次忍界大戦では第3部隊に配属され、白と再不斬に再会する。その後、医療班として忍連合軍の大連隊の治療を行う。その最中に、ネジに変化して医療テントに侵入していた白ゼツを言動から見破り、拳骨をくらわせて正体を暴く。白ゼツが姿形だけでなくチャクラまで本物同様に変化していることに気付き、忍連合軍本部にその事実を報告した。その後、岩隠れの夫婦らしき忍に化けた白ゼツにそそのかされて襲われそうになるが、間一髪のところで駆けつけたナルトの影分身に助けられる。その後、ナルト本体のいる戦場に向かう。
復活した十尾と交戦するナルトたちと合流し、十尾と交戦する。サスケが歴代火影たちと共に戦列に加わると、額の百豪の印を解放し、カツユを使役して連合の忍たちの回復に努める。ナルトがマダラによって九喇嘛を抜かれ瀕死の状態になった際は、我愛羅の要請でナルトの生命維持を受け持った。そしてマダラが発動した「無限月読」をサスケの「須佐能乎」の影で防いだ後は、マダラを触媒にして復活した大筒木カグヤと相対し、苦戦の末にカグヤを封印することに成功した。
その後、五影と尾獣を始末することで「革命」を図ろうとするサスケを前に無力さと慕情の念を吐露し、サスケを制止しようとしており、この時の様子をカカシは「サスケを救おうとして、愛して苦しんでいる」と表現している。しかし、かつて受けた拒絶を再現された上、容赦なく幻術で気絶させられる。
一騎討ちを終えて互いに重傷を負ったナルトとサスケを発見し、2人の和解と、サスケが完全に自身の想いに背いていなかったことを歓喜しつつ応急処置を行った。サスケが旅に出る際に同行を断られるも、かつて彼が兄・イタチにされていたように笑顔で額を小突かれたことで、素直に旅立ちを見送った。
その後は上忍に昇格し、大戦によって心に傷を負った子供たちの精神的ケアを行うべく、いのと共に「子ども診療室」を設立し、任務と並行して医療分野で活動している。それから数年後、一時期里を出てサスケと旅をしている間に彼と結ばれ、娘・サラダを授かる。

### BORUTO
うちはサクラとして主婦業の傍ら医療の場に戻り、滅多に休みが取れないほど多忙な日々を送っている。サラダとの親子関係は良好だが、サスケの不在理由（大筒木一族の調査）については機密保持のため明かすことができず、父親不在の境遇に悩ませてしまうことに負い目を感じていた。サラダの忍者学校卒業間際にはこの件で口論になり、はずみで自宅を倒壊させてしまったこともある（そのため、うちは家は集合住宅に引っ越している）。
同期であるいのやヒナタとは、同じ母親という立場としても交流するようになり、無茶をする子供たちのことを共に案じている。

## 戦闘方法
序盤では、膨大なチャクラで影分身を多用できるナルト、写輪眼を持つサスケの影に隠れがちだが、細密なチャクラコントロールを得意としており、基本の忍術とチャクラを使った基本動作、そして明晰な頭脳を駆使して敵に立ち向かう。
第一部では目立った能力はなかったものの、第二部では綱手に師事したことで彼女の技能である怪力、医療忍術を継承し、さらには彼女以外は誰も会得できなかった「百豪の術」を己のものにしている。

### 使用術一覧
（術の詳細についてはNARUTO -ナルト-#術を参照）
- 医療忍術
  - 細患抽出の術
  - 創造再生
  - 掌仙術（JUMP ULTIMATE STARS）
  - 曼我蘇生（JUMP ULTIMATE STARS）
- 忍具
  - サクラ吹雪の術（劇場版）
  - 忍具・両手投げ（JUMP SUPER STARS）
- 結界忍術
  - 結界・四方封陣（アニメ、いの・シズネ・ヒナタと共に使用）
- 体術
  - 桜花衝（チャクラコントロールによる突きのことで原作には技名はでてこない）
  - 岩盤破砕の術（JUMP ULTIMATE STARS）
  - 地丘環裏の術（JUMP ULTIMATE STARS）
  - 通天脚の術（JUMP ULTIMATE STARS）
- その他
  - 変わり身の術
  - 幻術返し
  - 幻術破り（JUMP SUPER STARS）
  - 乱身衝（JUMP ULTIMATE STARS）
  - 忍法・雪桜の舞（ナルティメットヒーロー3、ナルティメットアクセル1～2、ナルティメットクロス）
  - 分身の術
  - 口寄せの術（蛞蝓・カツユ）

## 映画
作中での活躍は当該項目を参照。
- 劇場版 NARUTO -ナルト- 大活劇!雪姫忍法帖だってばよ!!
- 劇場版 NARUTO -ナルト- 大激突!幻の地底遺跡だってばよ
- 劇場版 NARUTO -ナルト- 大興奮!みかづき島のアニマル騒動だってばよ
- 劇場版 NARUTO -ナルト- 疾風伝
- 劇場版 NARUTO -ナルト- 疾風伝 絆
- 劇場版 NARUTO -ナルト- 疾風伝 火の意志を継ぐ者
- 劇場版 NARUTO -ナルト- 疾風伝　ザ・ロストタワー
- 劇場版 NARUTO -ナルト- ブラッド・プリズン
- ROAD TO NINJA -NARUTO THE MOVIE-
- THE LAST -NARUTO THE MOVIE-
- BORUTO -NARUTO THE MOVIE-